# Sint Eligiuskerk (Oudelande)

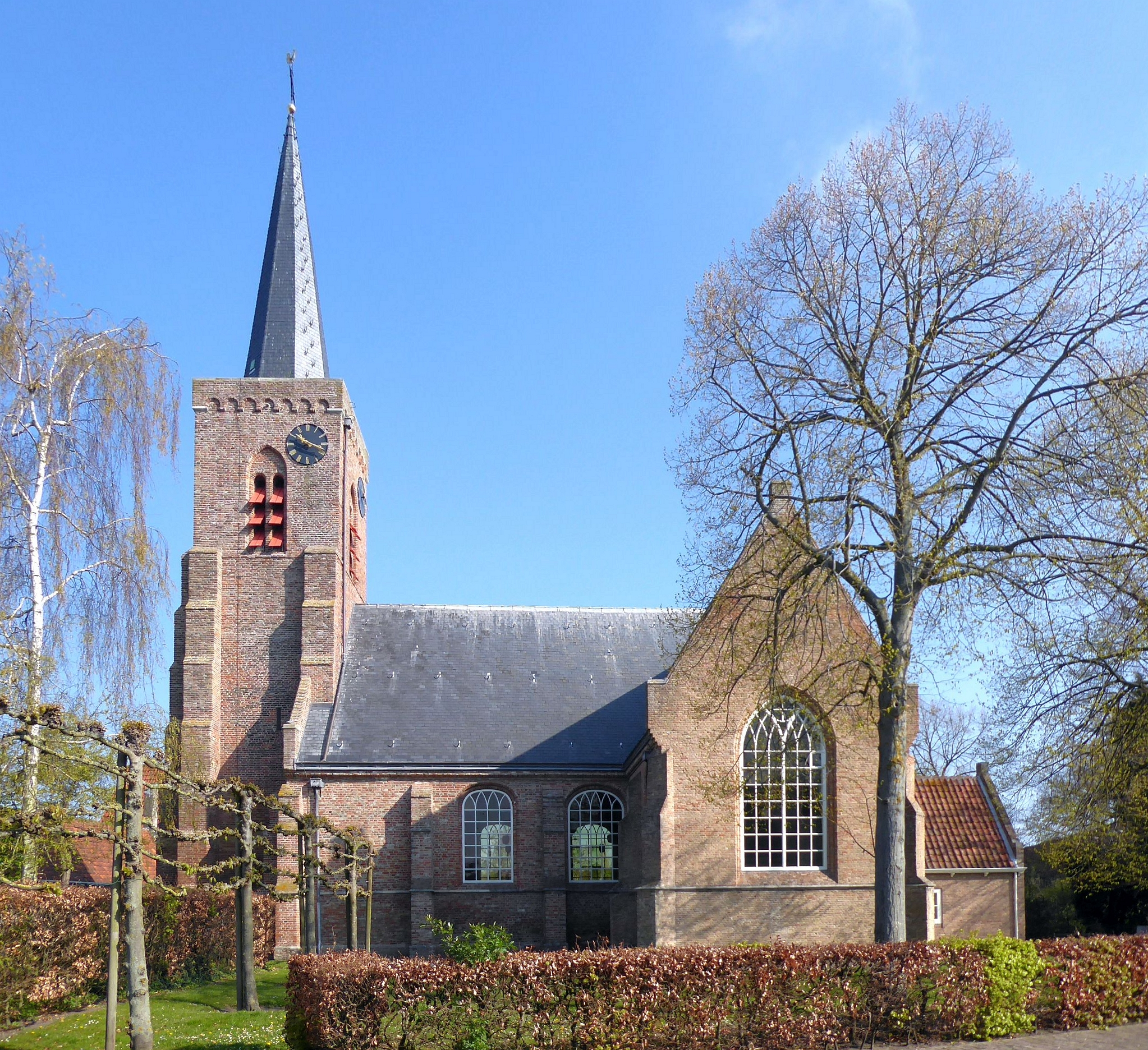
Die Sint Eligiuskerk

Die Sint Eligiuskerk (deutsch St. Eligius-Kirche) ist das Kirchengebäude einer reformierten Gemeinde innerhalb der Protestantischen Kirche in den Niederlanden im Ortsteil Oudelande der Gemeinde Borsele in der niederländischen Provinz Zeeland. Der Turm der Kirche sowie das Kirchenschiff sind seit 1966 als Rijksmonumente eingestuft.

## Geschichte

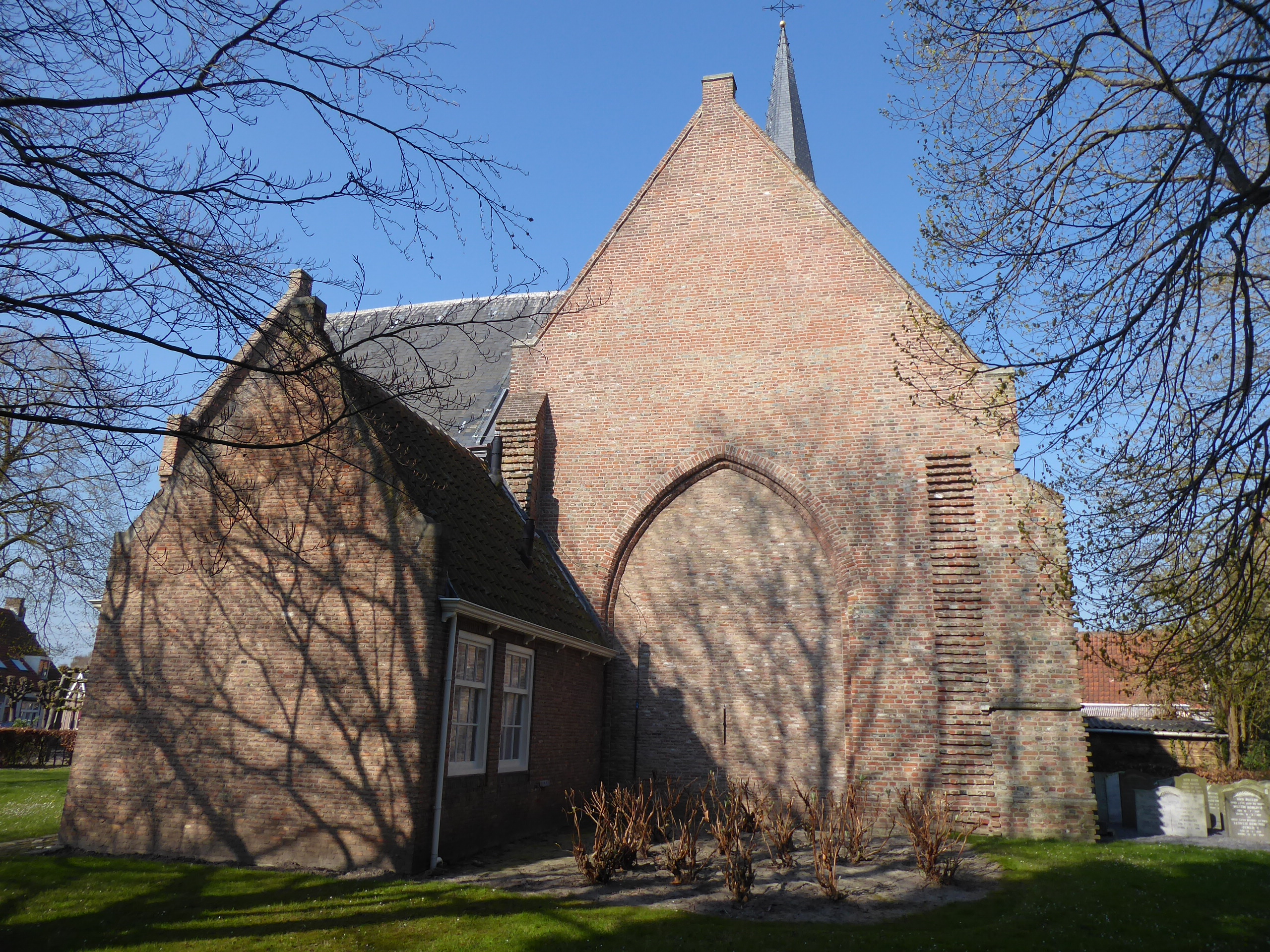
Blick zum vermauerten Triumphbogen

Die bis zur Reformation dem heiligen Eligius gewidmete Kirche wurde im 14. Jahrhundert errichtet. Aus dieser Zeit stammen noch der Turm und das Langhaus. Die Kirche wurde zu Beginn des 16. Jahrhunderts durch Anfügung zweier Querhäuser kreuzförmig erweitert. Nach Einführung der Reformation wurde nur noch das Langhaus als reformierte Predigtkirche genutzt. Im 18. Jahrhundert wurden der Chor und der nördliche Querarm niedergelegt, der Triumphbogen wurde vermauert. Im Zuge einer Restaurierung wurde 1966 das südliche Querhaus vom Langhaus abgetrennt. Ihm ist eine Sakristei nach Osten angefügt.
Die Kirchengemeinde gehört zur 2004 geschaffenen unierten Protestantse Kerk in Nederland.

## Orgel
Die Orgel wurde 1905 von dem Orgelbauer J.M.W. Stooker (Hilversum) eingebaut. Woher das Instrument kam und von wem es erbaut wurde, ist nicht bekannt. Es wurde vermutlich im 19. Jahrhundert gebaut und hat 6 Register auf einem Manual (C–f3: Prestant 8′, Bourdon 8′, Salicionaal 8′, Octaaf 4′, Fluit 4′, Octaaf 2′) und ist mit einem Tremulanten ausgestattet. Das Pedal (C–d1) ist angehängt.